# Complement indirect
În sintaxa tradițională a unor limbi, complementul indirect, numit și obiect indirect sau complement de obiect indirect, este o parte de propoziție secundară greu de definit, din cauza caracterului său eterogen din punctul de vedere al formei și al conținutului. Are definiții diferite în gramatici a diverse limbi, dar și în ale aceleiași, în funcție de mai multe puncte de vedere: semantic, morfologic și structural. Unele gramatici, chiar tradiționale, nu delimitează un astfel de complement.
Una din definițiile generale este prin contrast cu cea a complementului direct. Pe când acesta este implicat în acțiune ca obiect asupra căruia se efectuează aceasta, complementul indirect este și el implicat în acțiune, dar ca obiect în legătură cu care se efectuează aceasta.
Conform altei definiții generale, care pornește de la sensul verbului regent, tot prin contrast cu definiția complementului direct, care întregește înțelesul verbelor tranzitive, complementul indirect întregește înțelesul verbelor intranzitive, în afara cazului verbelor cu sensul „a da” și „a zice”, care sunt tranzitive, dar pot avea ambele tipuri de complemente.
În gramatici ale limbii franceze, complementul indirect se definește tot în constrast cu cel direct, dar din punct de vedere structural. Denumirile sunt luate ad litteram, adică complementul direct este cel conectat la regent fără prepoziție, dacă este exprimat printr-un substantiv sau un pronume disjunct, iar cel indirect este legat cu o prepoziție, în afară de cazul când este exprimat printr-un pronume conjunct (clitic).
Altă definiție structurală este tot în contrast cu complementul direct, cel puțin în gramatici ale limbilor care au diateza pasivă a verbului. Complementul direct al unui verb pasiv poate fi subiect dacă verbul devine activ, dar nu și complementul indirect.
Complementul indirect se poate delimita mai ușor de cel direct, de cel de agent și de unele circumstanțiale, și mai greu de alte complemente circumstanțiale, trebuind să fie luate în seamă toate trăsăturile semantice, morfologice și structurale care i se pot găsi. Unii lingviști chiar pun la îndoială utilitatea delimitării sale.

## Regentul complementului indirect
Complementul indirect poate determina în primul rând un verb. Acesta poate fi intranzitiv. Exemple:
- ro  Opinia dumitale contravine realității[11];
- fr  La grêle a nui aux récoltes „Grindina a dăunat recoltelor”[12];
- en  This occurred to me „Asta mi s-a întâmplat (mie)”[4];
- sr  Nisam mislio na vas „Nu m-am gândit la voi/dumneavoastră”[7].

Verbul regent poate fi și tranzitiv, și atunci complementul indirect este în prezența unui complement direct:
- ro  Se va atribui cuiva un premiu de consolare?[11];
- fr  donner une pomme à un enfant „a da un măr unui copil”[8];
- en  John gave Mary the book „John i-a dat cartea lui Mary”[4];
- cnr  Izdala je sobu dvjema studentkinjama „A închiriat camera la două studente”[13].

Regentul complementului indirect mai poate fi:
- un adjectiv: ro  dornic de muncă[14], hr  Budi milostiv svome djetetu „Fii binevoitor cu copilul tău”[15];
- un adverb: ro  Se află departe de părinți[14], hr  Bolje je njemu nego nama! „Lui îi este mai bine decât nouă!”[15];
- o interjecție predicativă: ro  Vai de noi![14], hr  Jao, jao meni „Vai, vai de mine”[15].

În funcție de sensul verbului, complementul indirect poate fi esențial, adică indispensabil pentru ca propoziția să fie corectă, ex. fr  L’accident résulte de votre imprévoyance „Accidentul rezultă din neglijența dumneavoastră”, donner une pomme à un enfant « a da un măr unui copil », sau neesențial : J’ai cueilli des fleurs pour vous „Am cules flori pentru dumneavoastră”.

## Părțile de vorbire care exprimă complementul indirect
În majoritatea cazurilor, complementul indirect se exprimă prin părți de vorbire nominale: substantiv sau un cuvânt substantivat (adjectiv, numeral), ori prin pronume:
- ro  I-a adus apă bunicii, Li s-a spus la amândoi să vină, Și-a amintit de tine[14];
- fr  Les cambrioleurs ont profité de mon absence „Spărgătorii au profitat de absența mea”, J’ai cueilli des fleurs pour vous „Am cules flori pentru dumneavoastră”[8];
- en  The man bought the woman a diamond ring „Bărbatul i-a cumpărat femeii un inel cu diamant”, We send you a cheque „Îți/Vă trimitem un cec”[17];
- sr  Sve zavisi od rezultata „Totul depinde de rezultat”, Više ga se ne plašim „Nu mă mai tem de el”[7].

Mai rar, complementul indirect este exprimat de o formă nominală a verbului (la un mod nepredicativ). În română poate fi gerunziul (Nu mă mai satur citind), supinul (M-am apucat de făcut conserve) sau, mai rar, infinitivul: M-am săturat a vorbi degeaba. Acesta poate fi totdeauna înlocuit cu un verb predicat al unei propoziții completive indirecte, construcție preferată în română celei cu infinitivul.
În alte limbi este folosită de regulă numai una din aceste forme, cea de infinitiv, mai frecvent decât în română: fr  Elle se force à manger „Se forțează să mănânce”, en  I expect to be invited to the wedding „Mă aștept să fiu invitat(ă) la nuntă”.
Printre limbile din diasistemul slav de centru-sud (bosniacă, croată, muntenegreană, sârbă, pe scurt BCMS), croata preferă de asemenea infinitivul în această situație, pe când sârba preferă completiva indirectă, fără să fie exclusă cealaltă construcție în niciuna din ele: hr  Spremao se dočekati goste „Se pregătea a primi oaspeți” vs. Spremao se da dočeka goste „Se pregătea să primească oaspeți”.
Spre deosebire de celelalte limbi amintite aici, în română, complementul indirect poate fi exprimat și prin adjectiv posesiv: Ați complotat contra mea.

## Chestiuni structurale

### Construcții fără prepoziție
În limbile cu un grad relativ ridicat de sintetism, care au declinare, complementul indirect este deseori la cazul dativ fără prepoziție:
- ro  Gheorghe scrie Mariei, Vă povestesc totul[11];
- cnr  Zahvaljujemo svim dobročiniteljima „Le mulțumim tuturor binefăcătorilor”[6], sr  Ne prija mi sladoled „Nu-mi priește înghețata”[7].

Într-o limbă ca franceza, care nu mai are declinare, doar pronumele personale clitice (conjuncte) pot fi complemente indirecte fără prepoziție, dintre care cele cu forme diferite de cele folosite în funcție de subiect reprezintă vestigii ale declinării: Un malheur m’est arrivé „Mi s-a întâmplat o nenorocire”, Une idée lui est venue „I-a venit o idee”.
În limbi ca BCMS, complementul indirect fără prepoziție poate fi și la alte cazuri decât dativul:
- la genitiv: sr  Seti se obećanja „Amintește-ți de promisiune”[7];
- la instrumental: cnr  Bavi se naučnim radom „Se ocupă cu munca științifică”[22].

### Construcții cu prepoziție
În limbile cu un grad relativ scăzut de sintetism, fără declinare, prepozițiile sunt mijlocul principal de a forma complementul indirect împreună cu cuvinte de natură nominală, în afară de pronumele clitice. Franceza este o limbă în care acesta este totdeauna cazul: nuire à son prochain „a-i dăuna semenului său”, Je compte sur vous „Mă bizui pe voi/dumneavoastră”.
În română, limbă mai sintetică decât franceza și mai puțin sintetică decât BCMS, multe complemente indirecte se construiesc cu diverse prepoziții, mai ales cu cuvinte la cazul acuzativ, care de fapt se distinge foarte rar prin formă de cazul nominativ, ceea ce apropie construcțiile respective de cele din franceză: Am primit scrisoare de la părinți, M-am adresat către director, Copilul seamănă cu mama, Și-a amintit de tine. Mai rar, sunt și complemente indirecte la cazul genitiv cu prepoziție: Nevoile s-au abătut asupra casei lor.
În BCMS de asemenea, mai sunt și complemente indirecte cu prepoziție, la genitiv (sr  Sve zavisi od rezultata „Totul depinde de rezultat”), la acuzativ (cnr  Ljutim se na vas „Sunt supărat(ă) pe voi/dumneavoastră”), la instrumental (sr  Nastavićemo s vežbama „Vom continua cu exerciții”) sau la locativ: bs  O vama će se puno pisati „Despre voi/dumneavoastră se va scrie mult”.

### Construcții cu mai mult de un obiect
Sunt frecvente construcțiile cu complement direct și complement indirect ale verbelor de tipul „a da” și „a zice”:
- ro  A mărturisit totul (CD) mamei (CI)[11];
- fr  Je me (CI) coupe une tranche (CD) de jambon „Îmi tai o felie de șuncă”[25];
- en  I can show it (CD) to you (CI) „Pot să ți-l/o arăt”[26];
- hr  Ja sam joj uzeo nešto (CD) „Eu am luat ceva de la ea”[27].

Unele verbe pot avea două complemente indirecte:
- ro  Ți-am vorbit despre ea, Din urs s-a prefăcut în om[3];
- fr  un secret dont j’ai hérité de mon grand-père „un secret pe care l-am moștenit de la tatăl meu”[8][28];
- cnr  Zahvalite im za brigu „Mulțumiți-le pentru preocupare”[29].

Se întâlnesc și cazuri cu un complement direct și două indirecte, deci trei tipuri de obiect: unul care corespunde complementului direct (obiectul atribuit), altul care corespunde complementului indirect ce exprimă primitorul obiectului atribuit, dar care nu este beneficiarul lui, și iarăși altul care corespunde complementului indirect ce exprimă beneficiarul acțiunii. Exemplu în limba fula: Duudu hokkanii Buuba Muhammadu ceede „Duudu i-a dat lui Muhammadu bani pentru Buuba”. Verbul hokkanii conține un sufix, -an-, care se referă în mod specific la beneficiar.

### Dublarea complementului indirect
În unele limbi, precum româna sau franceza, sunt cazuri de dublare a complementului indirect exprimat de un cuvânt cu sens lexical sau un pronume disjunct, printr-un pronume conjunct corespunzător cu acesta, care îl anticipă sau îl reia, fără să fie vorba de două complemente indirecte.
În franceză, aceasta se întâmplă numai ca metodă de scoatere în evidență a unei părți din propoziție: Je lui ai donné un air tout neuf, à mon manteau (anticipare) „I-am dat o înfățișare cu totul nouă mantoului meu”, À mon père, je lui parle très peu (reluare) „Cu tatăl meu vorbesc foarte puțin”.
În română sunt cazuri de anticipare și de reluare facultative sau obligatorii, cu sau fără scoatere în evidență:
(I-)am dat-o altuia (anticipare facultativă fără scoatere în evidență) ;
Îi e somn copilului (anticipare obligatorie pentru scoaterea în evidență a lui somn) ;
Cui (îi) dai cartea? (reluare facultativă fără scoatere în evidență) ;
Copilului îi e somn (reluare obligatorie fără scoatere în evidență).

### Construcții echivalente

#### Construcții cu complement indirect
În afară de echivalența amintită mai sus între o construcție cu complement indirect și una cu completivă indirectă, există și două feluri de construcții cu complement indirect echivalente, una fără prepoziție, cealaltă cu prepoziție.
În română poate fi vorba de substantive sau pronume la dativ echivalente cu aceleași cuvinte construite cu prepoziție + acuzativul: Construcția corespunde regulii/cu regula; liniște necesară studiului/pentru studiu; Îți seamănă – Seamănă cu tine.
În engleză poate fi vorba de un substantiv sau un pronume personal fără prepoziție plasat imediat după verb și urmat de complementul direct, sau plasat cu prepoziție după complementul direct:
The woman gave the boy a book „Femeia i-a dat băiatului o carte” – The woman gave a book to the boy „Femeia i-a dat o carte băiatului”;
You can even send us a letter „Poți chiar să ne trimiți o scrisoare” – Send the copy to us „Trimite-ne copia (nouă)”.
În franceză, o asemenea echivalență există numai când complementul indirect este exprimat prin pronume personal. La forma conjunctă, fie identică cu forma disjunctă, fie diferită de aceasta, pronumele este plasat fără prepoziție înaintea verbului, iar la forma disjunctă, cu prepoziție, după verb: Je vous ai cueilli cette rose „V-am cules trandafirul acesta” – J’ai cueilli des fleurs pour vous „Am cules flori pentru dumneavoastră”.

#### Construcție cu complement indirect și construcție cu altă parte de propoziție
Unele verbe pot subordona un complement indirect sau unul direct, având același sau aproape același sens cu ambele tipuri de complement:
- ro  a-i ajuta cuiva / a-l ajuta pe cineva, a-și aminti de ceva / a-și aminti ceva, a privi la ceva / a privi ceva, Te împrumut cu doi lei / Îți împrumut doi lei; Mă rog de tine / Te rog[37].
- fr  Aidez-lui (CI) à soulever ce fardeau „Ajutați-l să ridice povara asta” / Il aide sa femme (CD) „O ajută pe soția sa”, applaudir à une initiative (CI) „a aplauda o inițiativă” / applaudir un acteur (CD) „a aplauda un actor”[38].

Pentru exprimarea posesiei există construcție cu pronumele personal la dativul numit posesiv în gramatici românești sau BCMS, și construcție echivalentă cu adjectiv posesiv determinant într-un grup nominal complement direct. În română, la persoana a treia îi poate corespunde și pronumele personal la genitiv: ro  Îi apreciez eforturile – Apreciez eforturile sale/lui/ei. În alte limbi, dativul posesiv este echivalent numai cu adjectivul posesiv: cnr  Đeca su joj dobro „Copiii îi sunt bine” – Njezina su đeca dobro „Copiii ei sunt bine”. Și în franceză există o echivalență analogă, limitată de regulă la cazul când posedatul este o parte a corpului: Le coeur lui battait… „Inima îi bătea…” – Son cœur battait… „Inima sa/lui/ei bătea…”.

## Înțelesuri ale complementului indirect
Dificultatea delimitării complementului indirect după criterii semantice reiese din diferențele de vederi dintre diferite gramatici tradiționale, nu numai ale diferitelor limbi, ci și ale aceleiași, în privința includerii unor complemente printre cele indirecte, respectiv cele circumstanțiale. Grevisse și Goosse 2007 afirmă că nici nu este indispensabil să se tranșeze în cazurile îndoielnice.
După Avram 1997, complementul indirect are ca sens fundamental exprimarea obiectului (animat sau inanimat) căruia i se atribuie sau i se adresează ceva (Na-ți cartea, Îți scriu o scrisoare). Alte înțelesuri sunt mai mult sau mai puțin apropiate de cel fundamental: obiectul destinației (Scrie pentru copii), obiectul referirii (Îmi amintesc de tine), obiectul atașării sau al separării [S-a (dez)lipit de mine], obiectul asemănării (Seamănă cu tine), obiectul atitudinii (Se luptă cu ei, Luptă împotriva războiului), obiectul interiorizării (S-a cufundat în studiu), sursa unei acțiuni (Din definiție rezultă..., Descinde dintr-o familie de țărani), punctul de plecare sau punctul de sosire al unei transformări (Fac din țânțar armăsar, S-a transformat într-un urs), obiectul vizat de un schimb (La nevoie se oferă un regat pentru un cal), obiectul unei selecții (Dintre toți l-am ales pe…) etc..
Diverși lingviști desprind din complementul indirect complemente pe care le consideră circumstanțiale. De exemplu, pentru Avram 1997, acestea sunt complementele sociativ, de relație, opozițional, cumulativ și de excepție. Dintre acestea, numai cel opozițional se găsește în Grevisse și Goosse 2007, de exemplu, care a redus numărul tipurilor de complemente circumstanțiale la opt, de la 29 câte lua în seamă ediția din 1980. După Coteanu 1982, complementele care exprimă relația, asocierea, reciprocitatea, instrumentul, cumulul, excepția, concesia și condiția pot fi considerate complemente indirecte.